# 奥尔马什凯赖斯图尔
奥尔马什凯赖斯图尔，是匈牙利巴兰尼亚州所辖的一个村。总面积13.03平方公里，总人口83，人口密度6.4人/平方公里（2011年1月1日）。